# Vlkoušovití
Vlkoušovití (Anarhichadidae) jsou čeleď paprskoploutvých ryb patřící do řádu ostnoploutví (Perciformes).

## Systematika
Za popisnou autoritu čeledi vlkoušovitých je pokládán francouzský přírodovědec Charles Lucien Bonaparte (1835). Jde o nepočetnou čeleď, jež ke květnu roku 2025 zahrnuje pouze dva žijící rody a pět žijících druhů:
- rod Anarhichas Linnaeus, 1758
  - Anarhichas denticulatus Krøyer, 1845 – vlkouš zubatý
  - Anarhichas lupus Linnaeus, 1758 – vlkouš obecný
  - Anarhichas minor Olafsen, 1772 – vlkouš skvrnitý
  - Anarhichas orientalis Pallas, 1814 – vlkouš východní

- rod Anarrhichthys Ayres, 1855
  - Anarrhichthys ocellatus Ayres, 1855 – vlkouš očkatý

Vlkoušovití patří do řádu ostnoploutvých (Perciformes), původně sběrné skupiny, která po nástupu molekulární fylogenetiky doznala ve svém složení podstatných proměn. Vlkoušovití sem spadali jak v tradičním pojetí tohoto řádu, tak po jeho redefinici: utvářejí součást kladu Zoarcoidea/Zoarcoidei.
Fosilní nálezy vlkoušů jsou řídké, nejstarší nález byl datován do středního až svrchního miocénu, což víceméně odpovídá odhadovanému stáří čeledi ~10 milionů let. Poněvadž nález pochází z ostrova Sachalin, nasvědčuje skutečnosti, že se vlkoušovití možná vyvinuli v Tichém oceánu, byť takové závěry zůstávají spíše spekulativní.

## Charakteristika

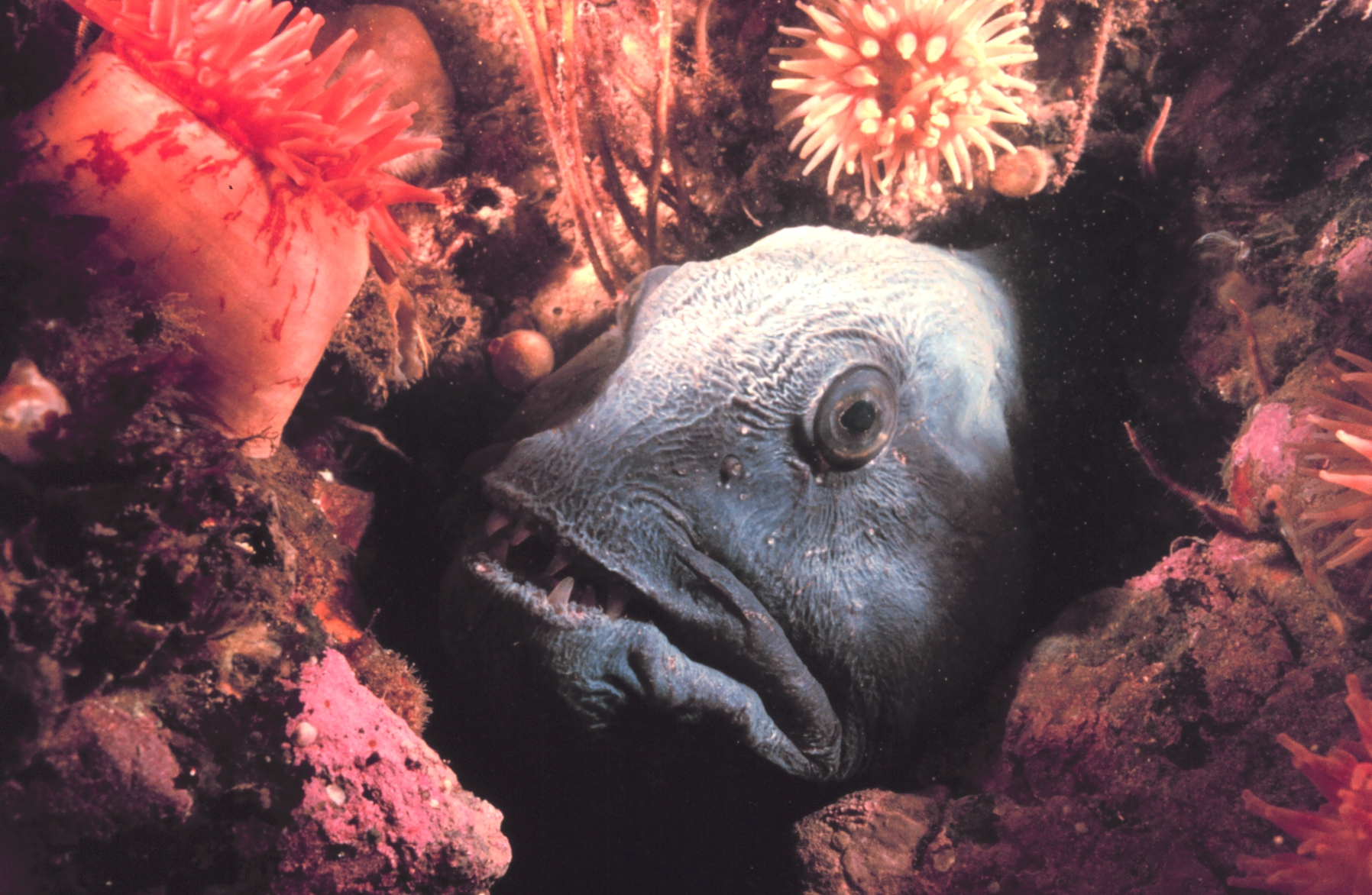
Vlkouš obecný, detail hlavy

Vlkoušovití jsou velké ryby dosahující délky těla až 250 cm. Jejich protáhlé tělo může tvořit více než 250 obratlů. Povrch těla je lysý, nebo s maximálně drobnými šupinami cykloidního typu. Nevýrazná postranní čára zůstává jen v přední části těla, anebo zcela chybí. Vlkouši mají mohutné prsní ploutve, došlo však ke ztrátě břišních ploutví (zůstává však zachován jejich pletenec). Ocasní ploutev je také pouze malá, může být zašpičatělá. Hřbetní ploutev je nedělená, tvořená výhradně trny. Mohutné čelisti jsou vyzbrojeny rozrůzněnými zuby: v přední části vyrůstají kuželovité tesáky, za nimi ploché zuby vhodné k drcení.
Areál výskytu zahrnuje severní Atlantský oceán (zhruba od Massachusetts po jižní Grónsko a na východ až po Karské moře) a severní Pacifik (od ostrova Hokkaidó přes východní Beringovo moře až po jižní Kalifornii). Vlkouši typicky vyhledávají skalnaté útesy, kde se díky svému podlouhlému tělu mohou schovávat v různých štěrbinách. Některé druhy žijí do hloubky až 460 m, ačkoli většinou preferují nižší hloubky (100–300 m). Stavba čelistí a zubů tyto ryby předurčuje k lovu lasturnatých mlžů, krabů, ježovek a další podobné kořisti. Naopak dalšími rybami se tito mořští predátoři krmí jen zřídka. Vajíčka kladou do připravených hnízd ve skalnatých útesech, anebo jen mezi mořské řasy a kameny. Jedna snůška může zahrnovat i kolem 50 tisíc vajíček.

## Význam
Jde o oblíbené konzumní ryby – bílé, jemné a chutí lehce nasládlé maso obsahuje málo tuku a hodí se k uzení.